# Acteon delicatus
Acteon delicatus är en snäckart som beskrevs av Dall 1889. Acteon delicatus ingår i släktet Acteon och familjen Acteonidae. Inga underarter finns listade i Catalogue of Life.